# Изгнаници
„Изгнаници“ је југословенски филм из 1973. године. Режирала га је Мира Траиловић, а сценарио је писао Џејмс Џојс.

## Улоге
| Глумац           | Улога |
| ---------------- | ----- |
| Вера Чукић       |       |
| Олга Ивановић    |       |
| Зоран Радмиловић |       |
| Зорица Шумадинац |       |
| Стево Жигон      |       |